# Żywoje Piwo Kant
Żywoje Piwo Kant (kirg. Футбол клубу «Живое Пиво» Кант) – kirgiski klub piłkarski, mający siedzibę w mieście Kant, na północy kraju.

## Historia
Chronologia nazw:
- 2004: Żasztyk Kant (ros. «Жаштык» Кант)
- 2006: Sczastliwyj Dień Kant (ros. «Счастливый день» Кант)
- 2009: Żywoje Piwo Kant (ros. «Живое Пиво» Кант)

Piłkarski klub Żasztyk został założony w miejscowości Kant w roku 2004. W 2004 zespół debiutował w Pucharze Kirgistanu. W 2006 przyjął nazwę Sczastliwyj Dień Kant po tym, jak klub przejęła firma "Abdysz-Ata" w celu promocji swojej produkcji - soku "Sczastliwyj Dień". W 2009 klub zmienił nazwę na Żywoje Piwo Kant. Klub reprezentuje markę piwa "Żywoje piwo" po raz pierwszy wyprodukowane w 2008 przez firmę "Abdysz-Ata". Jest faktycznie farm klubem Abdysz-Ata Kant. Od 2007 zespół co roku startował w rozgrywkach o Puchar Kirgistanu. Występował w grupie północnej Pierwszej Ligi Kirgistanu.

## Sukcesy

### Trofea międzynarodowe
Nie uczestniczył w rozgrywkach azjatyckich (stan na 31-12-2015).

### Trofea krajowe
| \| \| Zdobyte trofea w rozgrywkach Kirgistanu (stan na: 31-12-2015) \| |                                                               |      |                    |
| Rozgrywki                                                              | Osiągnięcie                                                   | Razy | Sezon(y)           |
| Mistrzostwo                                                            | I miejsce                                                     | 0    |                    |
| Mistrzostwo                                                            | II miejsce                                                    | 0    |                    |
| Mistrzostwo                                                            | III miejsce                                                   | 0    |                    |
| Puchar                                                                 | zdobywca                                                      | 0    |                    |
| Puchar                                                                 | finalista                                                     | 0    |                    |
| Puchar                                                                 | ćwierćfinalista                                               | 3    | 2005, 2009, 2015   |
| II liga                                                                | I miejsce                                                     | 0    |                    |
| II liga                                                                | II miejsce                                                    | 0    |                    |
| II liga                                                                | III miejsce                                                   | 0    |                    |
| II liga                                                                | 5.miejsce                                                     | 1    | 2015 (gr.północna) |
| Kirgistan                                                              | Zdobyte trofea w rozgrywkach Kirgistanu (stan na: 31-12-2015) |      |                    |

## Stadion
Klub rozgrywa swoje mecze domowe na stadionie Sportkompleks Abdysz-Ata w Kant, który może pomieścić 3000 widzów.

## Inne
| - Abdysz-Ata Kant - Abdysz-Ata-99 Kant - Cementnik Kant - Dinamo Kant - FK Kant | - Kant-Oil Kant - Kant-Telekom Kant - Nasze Piwo Kant - Piwo Biełowodskoje |